# Каллагур
Каллагур (лат. Batagur borneoensis) — вид азиатских пресноводных черепах. Очень редкий исчезающий вид, истребленный на большей части своего ареала.

## Описание

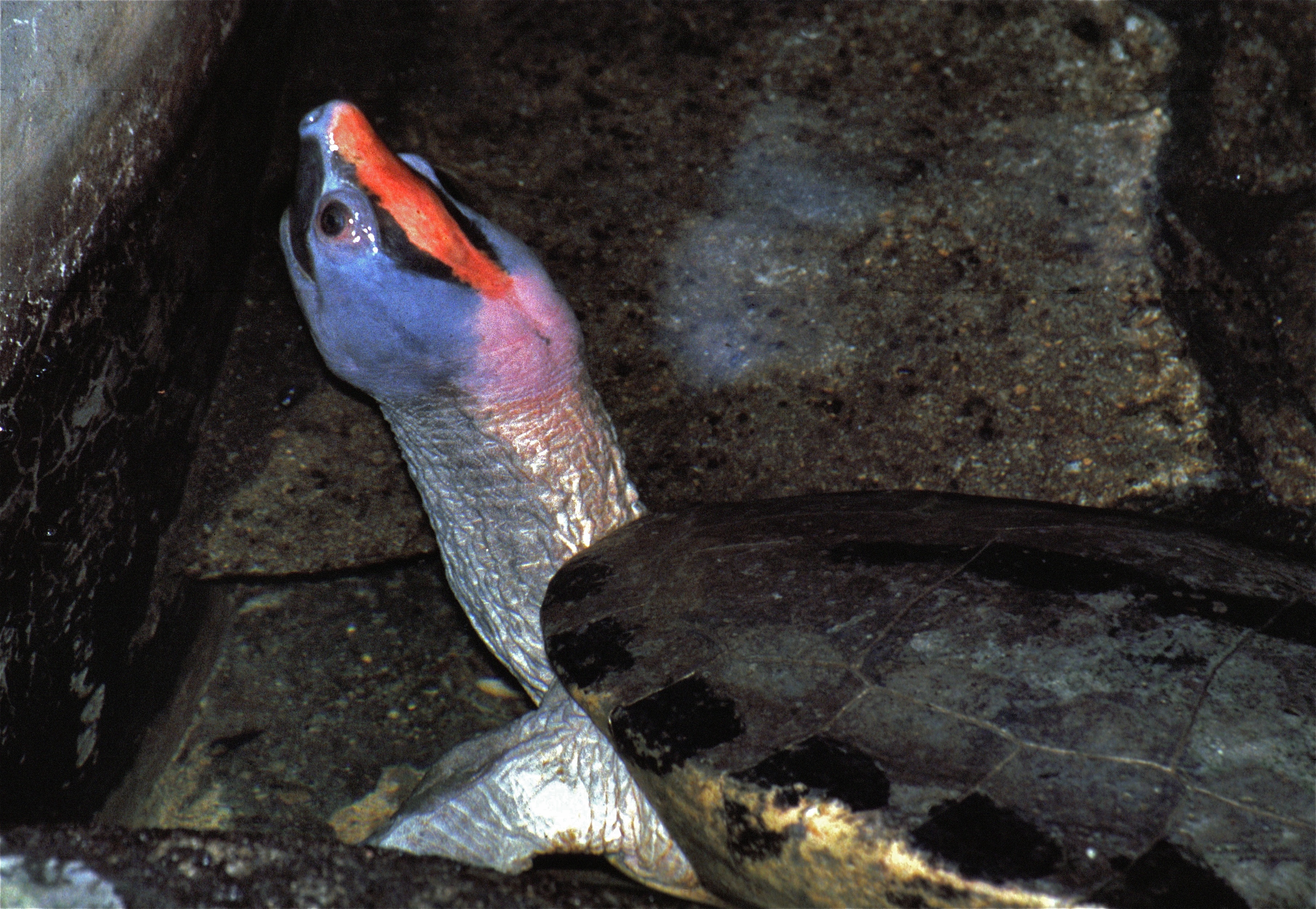

Крупная черепаха, длина карапакса может превышать 50 см. Самцы обладают сезонным половым диморфизмом — в период размножения голова у них становится белой с широкой красной полосой сверху от носа до темени, окаймленной по бокам двумя более узкими тёмными полосами. Карапакс в это время также становится светлым — от светло-серого до кремового цвета. У самок в сезон размножения голова тёмно-серая с размытой оранжевой полосой, карапакс коричнево-серый.

## Ареал и места обитания
Тропический пресноводный эстуарный вид. Каллагур раньше был широко распространен в экваториальном поясе Юго-Восточной Азии: в южной половине Малайского полуострова, на северо-востоке острова Суматра и в западной половине острова Калимантан. Предполагают, что когда-то он был распространён ещё шире, но был истреблён в других частях ареала. Обитает в эстуариях крупных рек, в которых регулярно происходят приливы и отливы, в солоноватых водах и мангровых лесах.

## Питание
Преимущественно растительноядный вид, питается в основном фруктами и зелёными частями прибрежных растений, иногда ловит мелких животных.

## Размножение
Половозрелыми самцы становятся раньше самок: самцы в возрасте 7—10 лет, самки — около 15 лет.
Размножение сезонное, однако в разных частях ареала оно происходит в разное время: например, на востоке Малайского полуострова — в июле—августе, на западе — в октябре—январе, на севере Калимантана — в феврале—марте. В начале сезона размножения самки массово мигрируют вниз по течению рек к местам их впадения в моря. Самцы, по-видимому, не мигрируют, весь год оставаясь в одних и тех же местах. Яйца самки откладывают на песчаных морских побережьях, неподалёку от устья своей реки, или прямо в эстуариях рек, на песчаных берегах вдоль прибрежных мангровых зарослей. На севере Калимантана самки в сезон гнездования часто встречаются в мангровых болотах. Откладывают яйца обычно ночью, во время низкого прилива, в вырытые в песке задними ногами ямки глубиной до 30 см, но бывает и у самой поверхности. Свои гнёзда черепахи скрывают очень слабо. Откладывают по 12—20 яиц в каждой кладке, на откладывание которой у самки уходит примерно 30 минут. Всего за год самка делает 2 такие кладки. Яйца овальной формы, около 7 см в длину.

## Охрана

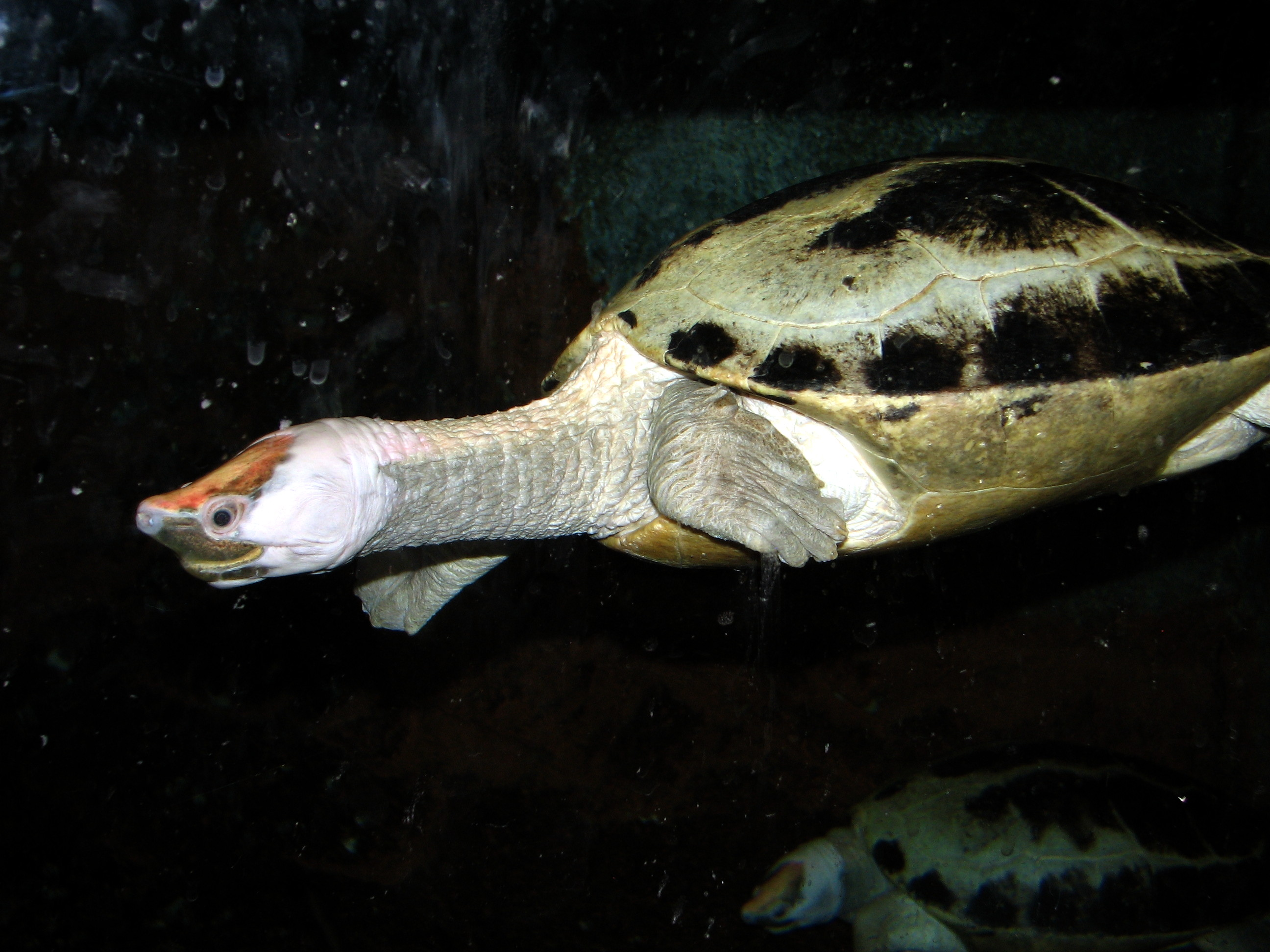
Каллагур, плывущий под водой

В настоящее время каллагур истреблён на большей части своего ареала. Основные причины сокращения его численности — активный сбор яиц для употребления в пищу, отлов взрослых черепах (также для употребления в пищу и для содержания в неволе) и добыча песка в местах гнездования. Международным союзом охраны природы и природных ресурсов каллагур признан видом, находящимся на грани полного исчезновения. Занесён в Приложение II СИТЕС.
Данные о численности вида отсутствуют. Около 2000 года он ещё достаточно часто встречался в продаже во многих частях своего ареала, в настоящее же время его можно увидеть у торговцев только в Джакарте и в очень небольшом количестве. Предполагают, что популяция этого вида сократилась по крайней мере на 80 % за последние три его поколения (предполагается, что продолжительность поколения этого вида составляет примерно 45 лет, то есть в три раза больше возраста первого размножения; исходя из этого, три поколения оцениваются в 135 лет). До начала 2000-х годов в Индонезии законно разрешалось отлавливать этих черепах по квотам. Интенсивный их отлов вёлся в 1990-е годы. Сейчас любой их вылов запрещён. Однако местные жители по-прежнему, обнаружив каллагура, ловят его для продажи. В некоторых штатах Малайзии добыча взрослых черепах этого вида запрещена законом уже более 30 лет, однако разрешен сбор яиц по лицензиям, по которым берутся в аренду места гнездования. Охраняется также в некоторых местах в Таиланде и на Суматре. Тем не менее, несмотря на официальную охрану вылов черепах и сбор их яиц продолжаются.
В качестве мер по сохранению вида рекомендуется создание заповедных территорий и усиление охраны в местах гнездования этих черепах. Поскольку каллагур населяет лесные районы и нуждается в пляжах для откладывания яиц, оба эти биотопа необходимо защищать для обеспечения эффективного сохранения этого вида.